# Ténado
Ténado est une commune et le chef-lieu du département de Ténado de la province de Sanguié dans la région du Centre-Ouest au Burkina Faso.

## Géographie
Ténado est traversée par la route nationale 14.

## Économie
Grand centre d'activité du département, la commune accueille une importante zone commerciale.

## Éducation et santé
Ténado possède plusieurs écoles primaires, une école évangélique, un lycée municipal et une mission catholique.
La commune possède un centre de santé et de promotion sociale (CSPS) ainsi qu'une maternité tandis que le centre médical avec antenne chirurgicale (CMA) se trouve à Réo et le centre hospitalier régional (CHR) à Koudougou.